# Pellegrino Matteucci
Pellegrino Matteucci (Ravenna, 13 ottobre 1850 – Londra, 8 agosto 1881) è stato un esploratore e geografo italiano.
Fu il primo europeo ad attraversare per intero il continente africano a nord dell'equatore, dall'Egitto al golfo di Guinea.

## Vita
Nacque a Ravenna il 13 ottobre 1850 in una famiglia benestante, figlio dell'avvocato Cherubino e di Angela Ghigi. Nel 1860 la famiglia si trasferì a Bologna dove Pellegrino studiò medicina; trasferitosi in seguito presso l'Università di Roma, nel 1873 conseguì nell'Urbe la laurea in medicina.
Desideroso di conoscere nuove popolazioni e nuove regioni, nel 1877 fece il suo primo viaggio in Africa compiendo esplorazioni nel Sudan accompagnato da Romolo Gessi, suo concittadino e noto esploratore. In seguito agli studi che effettuò sulla natura di queste regioni, nel 1879 pubblicò la sua prima opera, Sudan e Gallas (Edizioni Treves, Milano).
Sempre nel 1879, la Società di Esplorazione lo esortò a compiere un altro viaggio attraverso l'Etiopia per indagare sulle possibilità commerciali della regione, ottenne l'appoggio della Società Geografica Italiana e la partecipazione del governo, che gli permette la partecipazione di Alfonso Maria Massari, militare ed esperto di navigazione e topografia. Così partì dal porto eritreo di Massaua, attraversò il Tigrai e altre regioni dell'Etiopia e del Goggiam, giungendo presso la sponda destra del fiume Azzurro (l'Abai). Il resoconto di questa impresa fu pubblicato postumo nel 1888, nell'opera In Abissinia (Edizioni Treves, Milano).
Tornato in Italia, vi rimase per breve tempo fin quando il 5 febbraio 1880, in compagnia del principe Giovanni Borghese, suo amico e mecenate, cominciò un'impresa notevole, ovvero la traversata, di 4600 chilometri, dell'Africa dal mar Rosso fino alla foce del fiume Niger nell'Atlantico.
Giunto alla fine del viaggio, presso la costa occidentale dell'Africa, nel luglio 1881, fece ritorno in Europa a Londra dove ancora sofferente per una febbre contratta durante la missione, morì l'8 agosto, non ancora trentunenne.
Tra i primi a giungere al capezzale londinese di Matteucci, ci fu il grande clinico italiano Augusto Murri che scrisse quanto segue a un cugino del giovane:
(Augusto Murri)

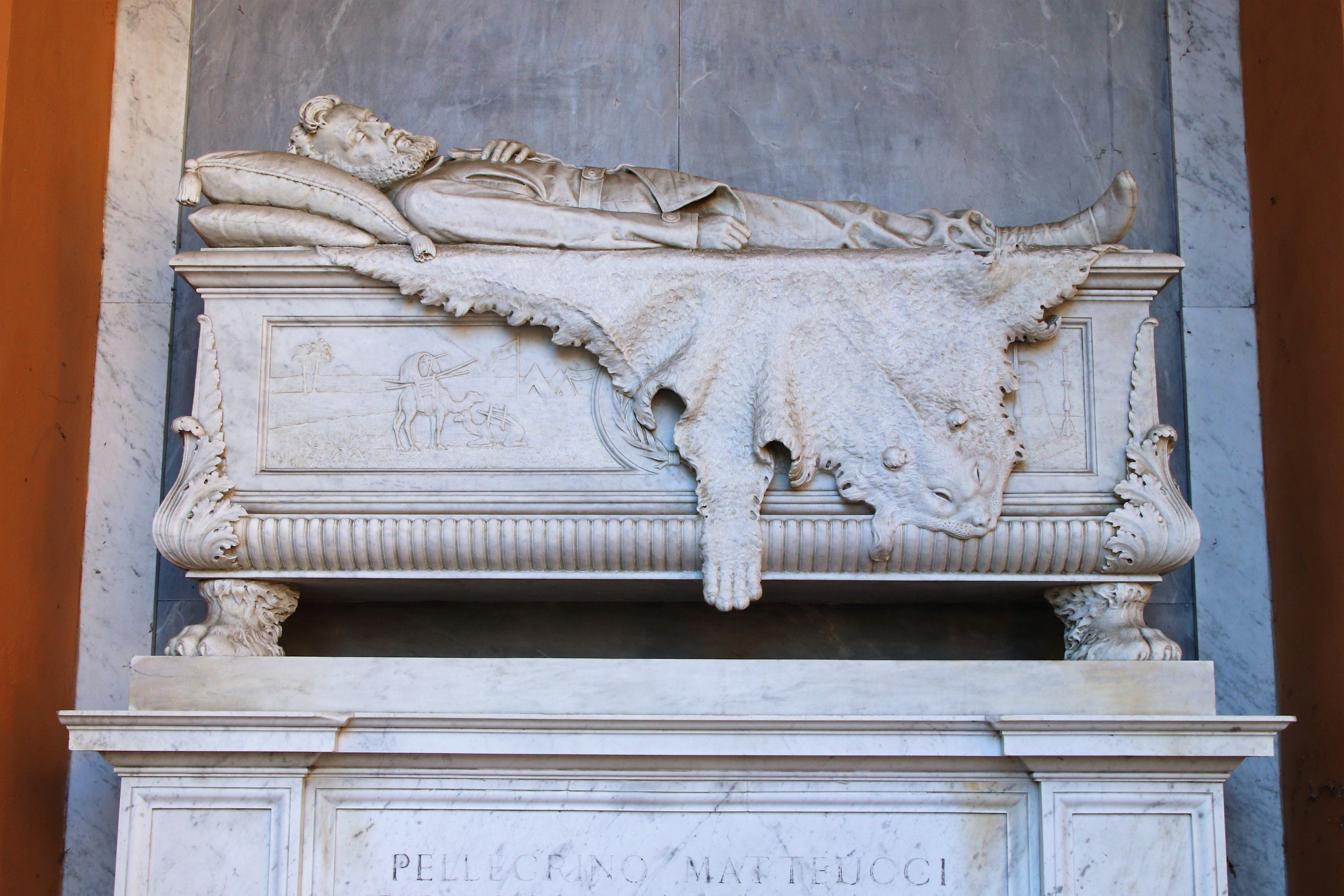
Dettaglio del monumento Matteucci nel cimitero della Certosa di Bologna.

La sua figura è legata principalmente alla sua città di adozione, Bologna, nel cui cimitero della Certosa le sue spoglie riposano sotto ad un monumento a lui dedicato, situato nel Chiostro V e realizzato dallo scultore Carlo Parmeggiani(1850-1918) nel 1882. 
Numerose vie e piazze gli sono state dedicate in varie città d'Italia.
Per alcuni anni visse anche a Granarolo dell'Emilia, un comune nelle vicinanze di Bologna, dove esiste ancora la villa in cui dimorò.

## Scritti
- Pellegrino Matteucci, Viaggi africani. A cura di Cesare Cesari e con Prefazione di Luigi Federzoni, Alpes, Milano 1932, pp. 381